# 3427 Szentmártoni
3427 Szentmártoni è un asteroide della fascia principale. Scoperto nel 1938, presenta un'orbita caratterizzata da un semiasse maggiore pari a 2,2803642 UA e da un'eccentricità di 0,1353400, inclinata di 2,60124° rispetto all'eclittica.